# Nikolaus Kalita
Nikolaus Kalita (Wenen, 11 september 1943) is een Oostenrijkse popmuzikant en componist.

## Carrière
Kalita scoorde in de jaren 1970 in zijn geboorteland Oostenrijk onder de artiestennaam Nick Oliver enkele successen. Daarna werkte hij succesvol als componist, tekstschrijver en producent van reclamejingles. In het voorjaar van 1982 had hij een succes met de single Puppe (Du bist a moderne Hex'), een in het Weense dialect vertolkte coverversie van de countrysong Queen of Hearts van Dave Edmunds. In 1982 nam hij samen met de zangeres Sabine Kopera, die hij tijdens opnamen voor een wasmiddelreclame had leren kennen, als het duo Nickerbocker & Biene het nummer Hallo Klaus (i wü nur zruck) op, dat in het kielzog van de NDW in Duitsland uitgroeide tot een Top 10-hit. In totaal bleef de single meer dan een half jaar in de hitlijst. Ondertussen werd het nummer meermaals gecoverd, onder andere door henzelf met inhoudelijk verwisselde rollen onder de titel Hallo Maus (i wü nur zruck).

## Discografie

### Singles
- 1970: Hast du sie gesehen? (als Nicky Oliver)
- 1971: Girly (als Nicky Oliver)
- 1971: Margie (als Nicky Oliver)
- 1973: Weißt du nicht, daß mir dein Herz gehört (als Nicky Oliver)
- 1973: Gib der Liebe eine Chance (als Nick Oliver)
- 1973: Rosie (als Nicky Oliver)
- 1974: Angela Jones (als Nick Oliver)
- 1974: Statt Löcher in die Luft zu Schauen (als Nickerbocker)
- 1978: Country Girl (als Nicky Oliver)
- 1982: Devil Woman (als Nicky Oliver)
- 1982: Puppe (du bist a moderne Hex’) (als Nickerbocker)
- 1982: Hallo Klaus (I wü nur zruck) (als Nickerbocker & Biene)
- 1982: Lustobjekt (als Nickerbocker)
- 1982: (I bin a) Tiger (als Nickerbocker)
- 1983: Wien, a guater Platz zum Lebn (als Nickerbocker)
- 1982: Hallo Maus (als Nickerbocker & Biene)
- 1983: Belmondo (als Nickerbocker)
- 1983: Hokuspokus (als Nickerbocker & Biene)
- 1983: Schifoarn (als Nickerbocker)
- 1984: (Du bist der) Antityp (als Nickerbocker & Biene)
- 1985: Jäger in der Nacht (als Nickerbocker)
- 1999: Hallo Klaus (Z'ruck zu dir) Remix '99  (als Nickerbocker & Biene)

### Albums
- 1983: Spätzünder (als Nickerbocker)
- 2010: Best of Nickerbocker & Biene

- Gemeinsame Normdatei: 1037149289
- International Standard Name Identifier: 0000 0001 2953 2367
- MusicBrainz: 61a3fb02-ced6-4f11-bb53-c5ee0fb85378
- Virtual International Authority File: 304932073